# Presidenti del Bangladesh
I presidenti del Bangladesh (বাংলাদেশের রাষ্ট্রপতিদের তালিকা) dal 1971 ad oggi sono i seguenti.

## Lista
| Presidente | Presidente | Presidente                                                   | Partito                                       | Inizio           | Fine             |
| ---------- | ---------- | ------------------------------------------------------------ | --------------------------------------------- | ---------------- | ---------------- |
|            |            | Sheikh Mujibur Rahman                                        | Lega Popolare Bengalese                       | 17 aprile 1971   | 12 gennaio 1972  |
|            |            | Syed Nazrul Islam Ad interim                                 | Lega Popolare Bengalese                       | 17 aprile 1971   | 12 gennaio 1972  |
|            |            | Abu Sayeed Chowdhury                                         | Lega Popolare Bengalese                       | 12 gennaio 1972  | 24 dicembre 1973 |
|            |            | Mohammad Mohammadullah Effettivo fino al 27 gennaio 1974     | Lega Popolare Bengalese                       | 24 dicembre 1973 | 25 gennaio 1975  |
|            |            | Sheikh Mujibur Rahman Assassinato                            | BAKSAL                                        | 25 gennaio 1975  | 15 agosto 1975   |
|            |            | Khondaker Mostaq Ahmad                                       | Lega Popolare Bengalese                       | 15 agosto 1975   | 6 novembre 1975  |
|            |            | Abu Sadat Mohammad Sayem                                     | Indipendente                                  | 6 novembre 1975  | 21 aprile 1977   |
|            |            | Ziaur Rahman Assassinato                                     | Militare, Partito Nazionalista del Bangladesh | 21 aprile 1977   | 30 maggio 1981   |
|            |            | Abdus Sattar Effettivo fino al 20 novembre 1981, poi deposto | Partito Nazionalista del Bangladesh           | 30 maggio 1981   | 24 marzo 1982    |
|            |            | Hussain Muhammad Ershad                                      | Militare                                      | 24 marzo 1982    | 27 marzo 1982    |
|            |            | Ahsanuddin Chowdhury                                         | Indipendente                                  | 27 marzo 1982    | 10 dicembre 1983 |
|            |            | Hussain Muhammad Ershad                                      | Militare, Partito Nazionale                   | 11 dicembre 1983 | 6 dicembre 1990  |
|            |            | Shahabuddin Ahmed Ad interim                                 | Indipendente                                  | 6 dicembre 1990  | 10 ottobre 1991  |
|            |            | Abdur Rahman Biswas                                          | Partito Nazionalista del Bangladesh           | 10 ottobre 1991  | 9 ottobre 1996   |
|            |            | Shahabuddin Ahmed                                            | Indipendente                                  | 9 ottobre 1996   | 14 novembre 2001 |
|            |            | Badruddoza Chowdhury                                         | Partito Nazionalista del Bangladesh           | 14 novembre 2001 | 21 giugno 2002   |
|            |            | Muhammad Jamiruddin Sircar (Ad interim)                      | Partito Nazionalista del Bangladesh           | 21 giugno 2002   | 6 settembre 2002 |
|            |            | Iajuddin Ahmed                                               | Indipendente                                  | 6 settembre 2002 | 12 febbraio 2009 |
|            |            | Zillur Rahman Morto durante il mandato                       | Lega Popolare Bengalese                       | 12 febbraio 2009 | 20 marzo 2013    |
|            |            | Abdul Hamid                                                  | Lega Popolare Bengalese                       | 14 marzo 2013    | 24 aprile 2023   |
|            |            | Mohammed Shahabuddin                                         | Lega Popolare Bengalese                       | 24 aprile 2023   | in carica        |